# Dichotomius bosqui
Dichotomius bosqui là một loài bọ cánh cứng trong họ Bọ hung (Scarabaeidae).